# سفارة أذربيجان في روسيا البيضاء
سفارة أذربيجان في روسيا البيضاء هي أرفع تمثيل دبلوماسي لدولة أذربيجان لدى روسيا البيضاء. تقع السفارة في مينسك وهي تهدف لتعزيز المصالح الأذربيجانية في روسيا البيضاء.

## وصلات خارجية
- قائمة سفارات أذربيجان
- قائمة السفارات في روسيا البيضاء